# Kolonia Avalon
Kolonia Avalon – kolonia brytyjska założona około 1622 roku w Nowej Fundlandii przez George'a Calverta, 1. barona Baltimore. Nazwa została nadana na cześć miejscowości w hrabstwie Somerset, związanej z początkami chrześcijaństwa w Anglii.
Calvert był jednym z udziałowców Kompanii Wirgińskiej oraz po jej rozwiązaniu został mianowany jej oficjalnym likwidatorem. Mimo to miał nadzieję na zyski z kolonizacji Ameryki Północnej i zainwestował w utworzenie kolonii. W tym celu w 1620 roku nabył od Williama Vaughana ziemię na Nowej Fundlandii. W sumie na ziemię i wyposażenie kolonistów wyłożył z własnych środków 25 tysięcy funtów.
Dwa lata później doprowadził do wysłania tam osadników wraz z potrzebnym wyposażeniem. Rok później otrzymał patent królewski oddający mu pełną jurysdykcję nad kolonią. W 1627 osobiście odwiedził Avalon i, zniechęcony surowym klimatem, postanowił zmienić terytorium do prowadzenia interesów i przenieść je w rejon Zatoki Chesapeake. Doprowadziło to do założenia Prowincji Maryland.